# 萨雷格谢普
51°29′22″N 95°33′19″E / 51.48944°N 95.55528°E
萨雷格谢普（俄语：Сарыг-Сеп）是俄罗斯卡赫姆區的行政中心，人口4417（2010）。